# 최창식 (1952년)
최창식(崔昌植, 1952년 5월 23일 ~ )은 대한민국의 정치인이다. 2011년 4월 27일 재선거를 통해 한나라당 후보로써 서울 중구청장으로 당선되었다.

## 학력
- 광평국민학교
- 학산중학교
- 국립 경기공업고등전문학교 토목과 전문학사
- 1975년 성균관대학교 토목공학과 학사
- 1982년 ~ 1984년 서울대학교 환경대학원 도시계획학과 석사
- 1996년 ~ 2004년 한양대학교 대학원 도시공학과 박사

## 경력
- 서울산업대학교 경영학과 명예박사
- 1977년 제13회 기술고등고시 합격
- 1978년 3월 ~ 1985년 3월 서울특별시 도시계획국 구획정리과 계장
- 1985년 3월 ~ 1988년 5월 서울특별시 도로국 도로계획과 계장
- 1988년 5월 ~ 1989년 11월 서울특별시 영등포구 건설국 국장
- 1989년 11월 ~ 1996년 1월 서울특별시 지하철건설본부 본부장
- 1996년 1월 ~ 1997년 1월 서울특별시 도로국 도로계획과 과장
- 1997년 1월 ~ 2001년 7월 서울특별시 지하철건설본부 본부장
- 2001년 8월 ~ 2002년 7월 미국 미네소타 대학교 교통연구센터 객원연구원
- 2002년 7월 ~ 2003년 1월 서울특별시 지하철건설본부 본부장
- 2003년 1월 ~ 2004년 7월 서울특별시 건설안전본부 본부장
- 2004년 7월 ~ 2006년 7월 서울특별시 제4정책보좌관
- 2004년 8월 ~ 2006년 7월 서울특별시 뉴타운사업본부 본부장
- 2006년 7월 ~ 2008년 12월 서울특별시 행정제2부시장
- 2009년 3월 ~ 2011년 4월 성균관대학교 사회환경시스템공학과 석좌초빙교수
- 2011년 4월 28일 ~ 2018년 6월 30일 제41·42대 서울특별시 중구청장(민선 5·6기, 한나라당→새누리당→자유한국당, 재선)
- 2017년 3월 ~ 2018년 9월 자유한국당 서울특별시당 중구·성동구 을 당원협의회 위원장
- 2018년 12월 ~ 2020년 2월 : 자유한국당 서울특별시당 중구·성동구 을 당원협의회 위원장
- 2021년 9월 ~ 2021년 11월 : 국민의힘 윤석열 제20대 대통령 선거 예비후보 부동산·아파트특별공동위원회 위원장
- 2023년 5월 ~ : 서울시 시우회 회장

## 수상
- 1985년 근정포장
- 1993년 녹조근정훈장
- 2009년 황조근정훈장

## 역대 선거 결과
|  | 51.30% |

|  | 49.70% |

|  | 35.15% |